# Margherita Granbassi
Margherita Granbassi (* 1. September 1979 in Triest) ist eine ehemalige italienische Florettfechterin.

## Erfolge
Margherita Granbassi gewann bei Europameisterschaften 2001 in Koblenz und 2005 in Zalaegerszeg den Titel mit der Mannschaft. Ihr bestes Abschneiden im Einzel war der Gewinn der Silbermedaille 2008 in Kiew. Sie wurde zudem 2006 in Turin im Einzel sowie 2004 in New York City und 2009 in Antalya mit der Mannschaft Weltmeisterin. Drei weitere Male sicherte sie sich Silber, davon einmal im Einzel und zweimal mit der Mannschaft. Granbassi nahm an zwei Olympischen Spielen teil. 2004 in Athen trat sie im Einzelwettbewerb an und belegte den zehnten Rang. Bei den Olympischen Spielen 2008 in Peking erreichte sie im Einzel das Halbfinale, in dem sie Valentina Vezzali mit 3:12 unterlag. Im Gefecht um Bronze setzte sie sich gegen Giovanna Trillini mit 15:12 durch. Auch mit der Mannschaft gewann sie nach einem abschließenden 32:23-Sieg gegen Ungarn Bronze.